# Spinimuricea klavereni
Spinimuricea klavereni is een zachte koraalsoort uit de familie Plexauridae. De koraalsoort komt uit het geslacht Spinimuricea. Spinimuricea klavereni werd in 1975 voor het eerst wetenschappelijk beschreven door Carpine & Grasshoff. 